# Gulnäbbad regngök

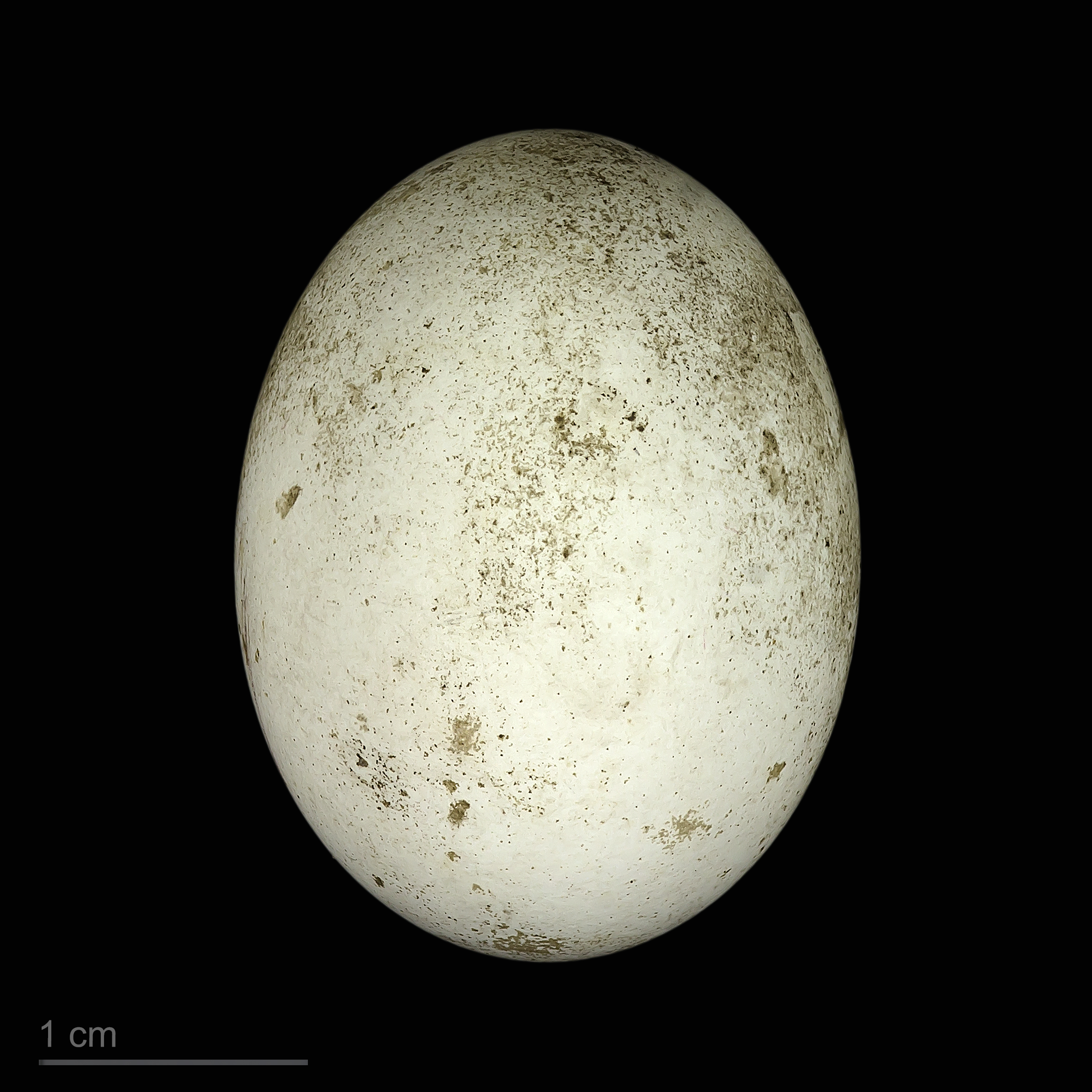
Coccyzus americanus

Gulnäbbad regngök (Coccyzus americanus) är en amerikansk fågelart i familjen gökar.

## Utseende
Den adulta fågeln är i genomsnitt cirka 30 cm lång, har ett vingspann på cirka 46 cm och väger 65 gram. Ovansidan är gråbrun och undersidan vit. Vingpennorna är rödbruna på både ovan- och undersidan med en mörk bakkant av vingen. Den har en lång stjärt som på undersidan är svart med stora vita fläckar. Området runt ögat är svart och den har en gul orbitalring. Den gula näbben är ganska kraftig, spetsig och nedåtböjd, och har en mörk överkant. Juvenilen påminner om den adulta fågel men har initialt mindre gult på näbben och har grå undersida av stjärten istället för svart.

## Läten
Sången består av en gutturalt knackande serie, i engelsk litteratur återgiven "ku-ku-ku-ku-kddowl-kddowl". Även djupa och duvlika "cloom" upprepas, med långa pauser emellan.

## Utbredning och systematik
Gulnäbbad regngök häckar från södra Kanada till Mexiko och Västindien, och den övervintrar från Centralamerika och så långt söderut som till norra Argentina. Felflugna individer ses årligen i Västeuropa, med flest fynd i Azorerna och Storbritannien, men även flera fynd i Irland, Italien, Belgien, Island och Norge samt ett fynd vardera i Danmark, Frankrike och Spanien (Balearerna); även Marocko.
Arten beskrevs första gången taxonomiskt 1758 av Linné i den tionde upplagan av hans verk Systema naturae. 1887 beskrev Ridgway den västra populationen som underarten C. a. occidentalis men detta har ifågasatts. Banks kom 1990 fram till slutsatsen att arten borde beskrivas som monotypisk, baserat på jämförande morfologiska studier medan Pruett et al., 2001 genom jämförande genetiska analyser kom fram till att arten kanske bäst beskrivs som att den består av två underarter. Clements et al 2019 beskriver fortfarande arten som monotypisk.

## Status och hot
Arten har ett stort utbredningsområde och en stor population, men tros minska i antal, dock inte tillräckligt kraftigt för att den ska betraktas som hotad. Internationella naturvårdsunionen IUCN kategoriserar därför arten som livskraftig (LC).